# Nautilus (rod)

Stavba těla loděnky

Nautilus je rod hlavonožců z čeledi loděnkovitých (Nautilidae). Druhy z rodu Nautilus se od druhů rodu Allonautilus, patřícího do stejné čeledi, odlišují především vnější stavbou těla. Nejstarší fosílie tohoto rodu pochází z doby pozdního eocénu (nálezy z oblasti Washingtonu) až po raný oligocén (nálezy na území Kazachstánu). Nejstarší nalezené fosílie dodnes žijícího druhu Nautilus pompilius (česky Loděnka hlubinná) pochází z raného pleistocénu z pobřeží ostrova Luzon na Filipínách.

## Druhy
Vyhynulé druhy jsou označeny křížkem (†).
- N. belauensis Saunders, 1981
- †N. cookanum Whitfield, 1892
- N. macromphalus Sowerby, 1848
- N. pompilius Linnaeus, 1758
  - N. p. pompilius Linnaeus, 1758
  - N. p. suluensis Habe & Okutani, 1988
- †N. praepompilius Shimansky, 1957
- N. samoaensis Barord, Combosch, Giribet, Landman, Lemer, Veloso & Ward, 2023[3]
- N. stenomphalus Sowerby, 1848
- N. vanuatuensis Barord, Combosch, Giribet, Landman, Lemer, Veloso & Ward, 2023[3]
- N. vitiensis Barord, Combosch, Giribet, Landman, Lemer, Veloso & Ward, 2023[3]